# Turon de Néouvielle
Turon de Néouvielle – szczyt w Pirenejach. Leży w południowej Francji, w departamencie Pireneje Wysokie, przy granicy z Hiszpanią. Należy do podgrupy Ordesa i Monte Perdido w Pirenejach Centralnych.
Pierwszego wejścia dokonali Vidal i Reboul 2 sierpnia 1797 r.